# Scream If You Wanna Go Faster (album)
Scream If You Wanna Go Faster – to drugi solowy album brytyjskiej piosenkarki Geri Halliwell. Został on wydany przez wytwórnię płytową EMI Records 14 maja 2001 roku, a singel "It’s Raining Men" w krótkim czasie osiągnął pierwsze miejsca list przebojów. Płyta nie osiągnęła tak wielkiego sukcesu jak debiut Schizophonic, zajęła jednak 5. miejsce w brytyjskim rankingu albumów. Dzięki sprzedanym 155,000 egzemplarzom, Scream If You Wanna Go Faster osiągnęła 127. miejsce najlepiej sprzedających się płyt w 2001 roku w Wielkiej Brytanii.

## Informacje o albumie
Scream If You Wanna Go Faster zawiera cover piosenki zaśpiewanej przez grupę Weather Girls – "It’s Raining Men" (1983). Na płycie znalazły się odbiegające od piosenek nagrywanych przez Spice Girls ballady, takie jak "Calling" czy "Around the Moon". W piosence "Strength of a Woman" przejawia się hasło stosowane często przez koleżanki Geri z zespołu Spice Girls – "Girl Power" (moc kobiet).

## Lista piosenek
1. "Scream If You Wanna Go Faster" (Geri Halliwell/ Rick Nowels)
2. "Shake Your Bootie Cutie" (Greg Alexander/ Geri Halliwell/ Rick Nowels)
3. "Calling" (Geri Halliwell/ Peter John Vettese)
4. "Feels Like Sex" (Traci Ackerman/ Geri Halliwell/ Andy Watkins/ Paul Wilson)
5. "Circles Round the Moon" (Traci Ackerman/ Geri Halliwell/ Andy Watkins/ Paul Wilson)
6. "Love Is the Only Light" (Jorgen Elofsson/ Geri Halliwell/ Steve Lipson)
7. "Strength of a Woman" (Geri Halliwell/ Rick Nowels)
8. "Don’t Call Me Baby" (Geri Halliwell/ Andy Watkins/ Paul Wilson)
9. "Lovey Dovey Stuff" (Traci Ackerman/ Geri Halliwell/ Andy Watkins/ Paul Wilson)
10. "It’s Raining Men" (Paul Jabara/ Paul Shaffer)
11. "Heaven and Hell (Being Geri Halliwell)" (Jorgen Elofsson/ Geri Halliwell/ Steve Lipson)
12. "I Was Made That Way" (Geri Halliwell/ Peter John Vettese)